# Doctor Bull
Pour plus de détails, voir Fiche technique et Distribution.
Doctor Bull est un film américain réalisé par John Ford, sorti en 1933.

## Synopsis
Dans une petite ville de la Nouvelle-Angleterre, le docteur George Bull se démène auprès des habitants, mais devient vite une source de commérages. On lui reproche notamment sa présence régulière dans la maison d'une jeune veuve, Mrs Cardmaker, à la tête de la ferme qui approvisionne le village, mais aussi ses façons débonnaires. Médecin de l'ancienne école, il prescrit plus qu'à son tour de l'huile de ricin pour les petits maux dont il ne se soucie guère mais passe chaque jour de longs instants au chevet d'un homme paralysé des jambes qu'il tente de faire remarcher…

## Fiche technique
- Réalisation : John Ford
- Scénario : Paul Green (en), Jane Storm et Philip Klein
- Daprès le roman de James Gould Cozzens The Last Adam
- Producteur : Winfield R. Sheehan
- Société de production :Fox
- Musique : Samuel Kaylin 
 William H. Monk
- Photographie : George Schneiderman
- Montage : Louis R. Loeffler
- Format : Noir et blanc - Mono (Western Electric Noiseless Recording) - 35 mm
- Pays :  États-Unis
- Langue : anglais
- Date de sortie : 
  - France : 22 septembre 1933

## Distribution
- Will Rogers : Dr George 'Doc' Bull
- Vera Allen : Mme Janet 'Jane' Cardmaker, veuve de Charles Edward Cardmaker/ compagne de Bull
- Marian Nixon : May Tupping
- Howard Lally : Joe Tupping
- Berton Churchill : Herbert Banning (frère de Janet)
- Louise Dresser : Mme Herbert Banning
- Andy Devine : Larry Ward
- Rochelle Hudson : Virginia (Muller)/Banning
- Tempe Pigott : 'Grandma' Banning
- Elizabeth Patterson : Tante Patricia Banning
- Nora Cecil : Tante Emily Banning
- Ralph Morgan : Dr Verney, propriétaire des Laboratoires Verney
- Patsy O'Byrne : Susan (cuisinière du Dr Bull)
- Veda Buckland : Mary (aide de Janet)
- Effie Ellsler : Tante Myra Bull
- Helen Freeman : Helen Upjohn

Acteurs non crédités
- Louise Carter : Mme Ely
- Francis Ford : M. Herring
- Si Jenks : Gaylor
- Marcia Mae Jones : Ruth, écolière
- Charles Middleton : M. Upjohn
- Sarah Padden : Mary, cuisinière
- Robert Parrish : Un adolescent
- Billy Watson : Billy Watson, écolier

## Autour du film
- Tournage du 5 juin à la mi-juillet 1933.
- Premier des trois films de Ford avec Will Rogers à propos duquel il déclarait : « Les gens de l'Ouest étaient comme Will Rogers. C'étaient des hommes bourrus et imparfaits, mais beaucoup étaient foncièrement doux et la plupart étaient foncièrement moraux et religieux, comme la plupart des gens qui vivent de la terre. »
- Ford a laissé Rogers réécrire certains dialogues pour qu'ils lui semblent plus naturels.
- Dans le livre de James Gould Cozzens, les questions d'avortement sont abordées entre Bull et Virginia mais à la suite des pressions de la commission Hays, ces passages ont été supprimés du scénario. Il ne reste qu'une vague allusion au fait qu'elle soit enceinte. De même, victime d'une maladie vénérienne dans le livre, Larry Ward se transforme dans le film en hypocondriaque.